# Colton (Vorname)
Colton ist ein männlicher Vorname, der hauptsächlich im englischen Sprachraum vergeben wird. Er leitet sich vom altenglischen Beinamen Cola ab, der wiederum dem englischen Wort „charcoal“ für Kohle entstammt und ursprünglich eine Person mit dunklen Eigenschaften bezeichnete. Colton wiederum steht für eine Person aus einer mit Kohle in Verbindung stehenden Stadt.

## Bekannte Namensträger
- Colton Dixon (* 1991), US-amerikanischer christlicher Pop- und Rockmusiker und Songwriter
- Colton Dunn (* 1977), US-amerikanischer Komiker, Theater- und Filmschauspieler, Drehbuchautor und Synchronsprecher
- Colton Ford (1962–2025), US-amerikanischer Pornodarsteller, Schauspieler und Sänger
- Colton Fretter (* 1982), kanadischer Eishockeyspieler
- Colton Gillies (* 1989), kanadischer Eishockeyspieler
- Colton Harris-Moore (* 1991), US-amerikanischer Krimineller
- Colton Haynes (* 1988), US-amerikanischer Schauspieler
- Colton Herta (* 2000), US-amerikanischer Automobilrennfahrer
- Colton James (* 1988), US-amerikanischer Schauspieler
- Colton Jobke (* 1992), deutsch-kanadischer Eishockeyspieler
- Colton Orr (* 1982), kanadischer Eishockeyspieler
- Colton Parayko (* 1993), kanadischer Eishockeyspieler
- Colton Sceviour (* 1989), kanadischer Eishockeyspieler
- Colton Sissons (* 1993), kanadischer Eishockeyspieler
- Colton Yellow Horn (* 1987), kanadischer Eishockeyspieler